# Jorge Borelli
Jorge Horacio Borelli (Buenos Aires, 2 novembre 1964) è un ex calciatore argentino.

## Palmarès

### Club

#### Competizioni nazionali
- Campionato argentino: 2

River Plate: 1985-1986
San Lorenzo: Clausura 1995

#### Competizioni internazionali
- Coppa Libertadores: 1

River Plate: 1986
- Coppa Intercontinentale: 1

River Plate: 1986
- Coppa Interamericana: 1

River Plate: 1986

### Nazionale
- Confederations Cup: 1

Arabia Saudita 1992
- Coppa America: 1

Ecuador 1993
- Coppa dei Campioni CONMEBOL-UEFA: 1

Argentina 1993